# Hemiramphidae
Famille
Les Hemiramphidae (en anglais halfbeak) forment une famille de poissons actinoptérygiens de l'ordre des Beloniformes. 

## Description et caractéristiques
C'est une famille de poissons épipélagiques très commune dans toutes les eaux chaudes du globe. Leur nom anglais « halfbeak » provient de la forme caractéristique de leur mâchoire, la mâchoire inférieure étant significativement plus longue que la supérieure. 
Les Hemiramphidae comprennent des espèces ovovivipares et vivipares, célèbres pour pratiquer le cannibalisme intra-utérin : les premiers jeunes à éclore se nourrissent des autres œufs et même des plus jeunes qu'eux. 
Ce sont également des poissons comestibles quoique de faible valeur commerciale, recherchés dans la pêche de subsistance dans de nombreux pays en développement, ou comme appâts pour la pêche au gros, étant des proies des marlins, requins, espadons et maquereaux.

## Liste des genres
Selon World Register of Marine Species (20 avril 2014) :
- genre Arrhamphus Günther, 1866
- genre Chriodorus
- genre Euleptorhamphus Gill, 1859
- genre Hemiramphus Cuvier, 1816
- genre Hemirhamphodon
- genre Hyporhamphus Gill, 1859
- genre Melapedalion
- genre Oxyporhamphus Gill, 1864
- genre Rhynchorhamphus Fowler, 1928
- genre Tondanichthys

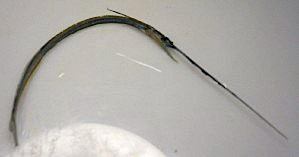
Euleptorhamphus viridus
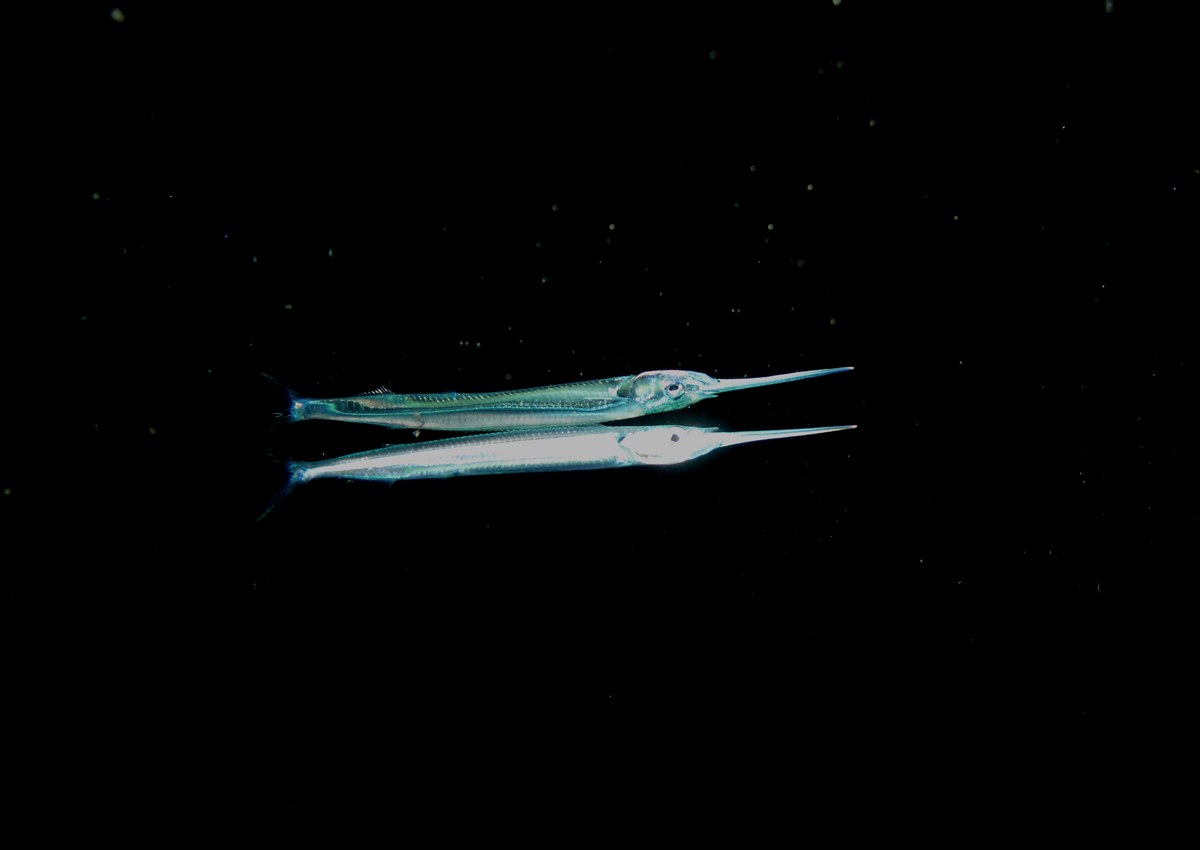
Hemiramphus far
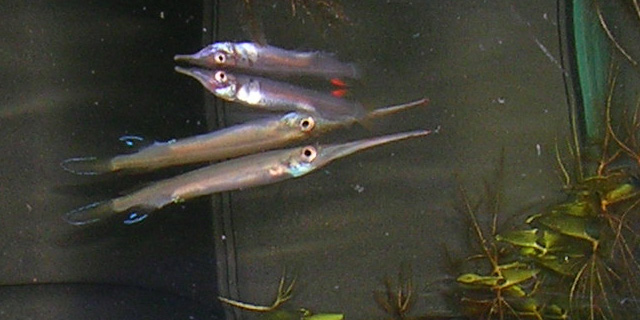
Hemirhamphodon pogonognathus
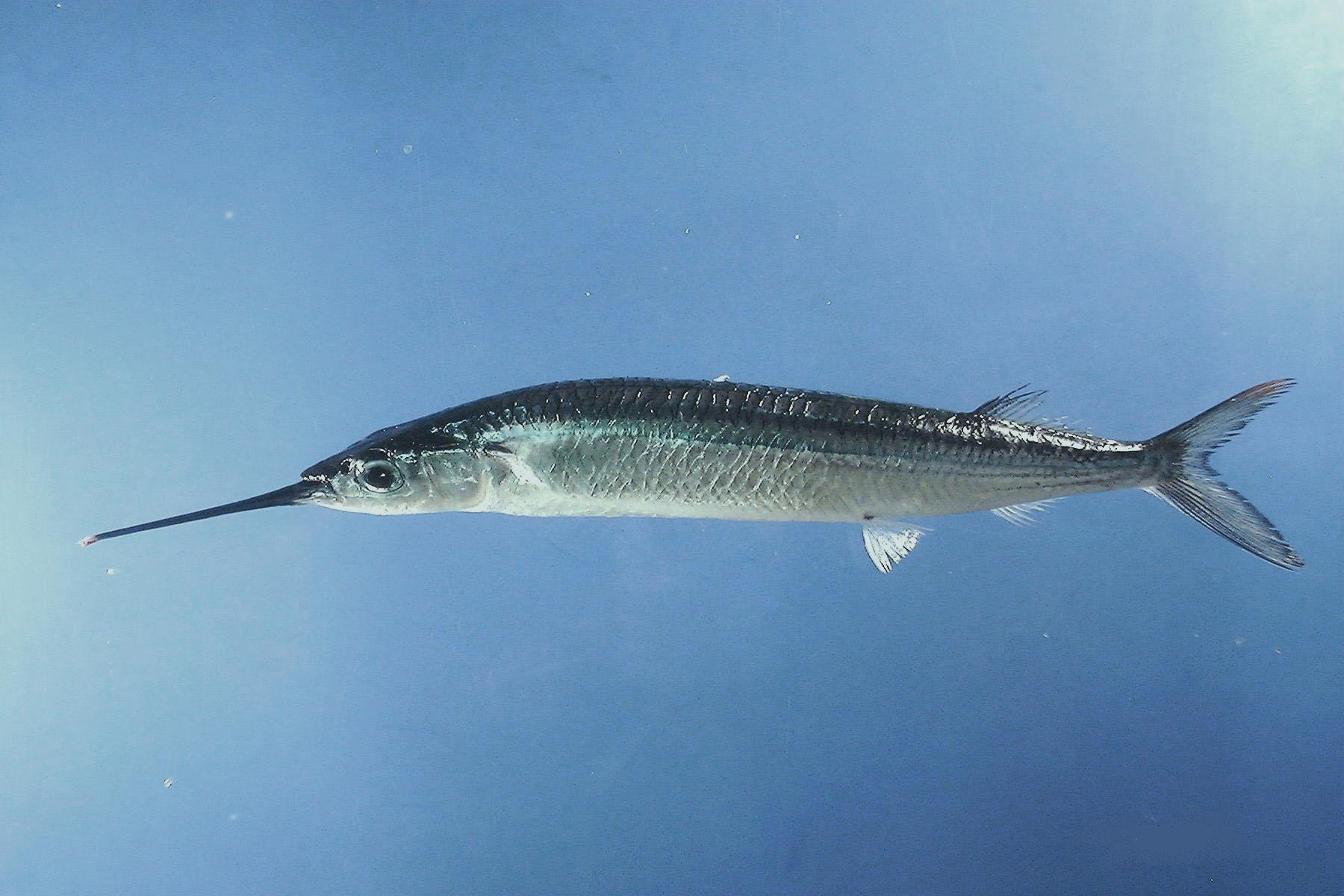
Hyporhamphus unifasciatus
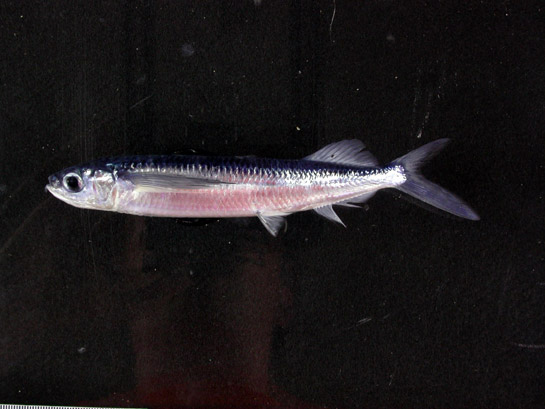
Oxyporhamphus micropterus
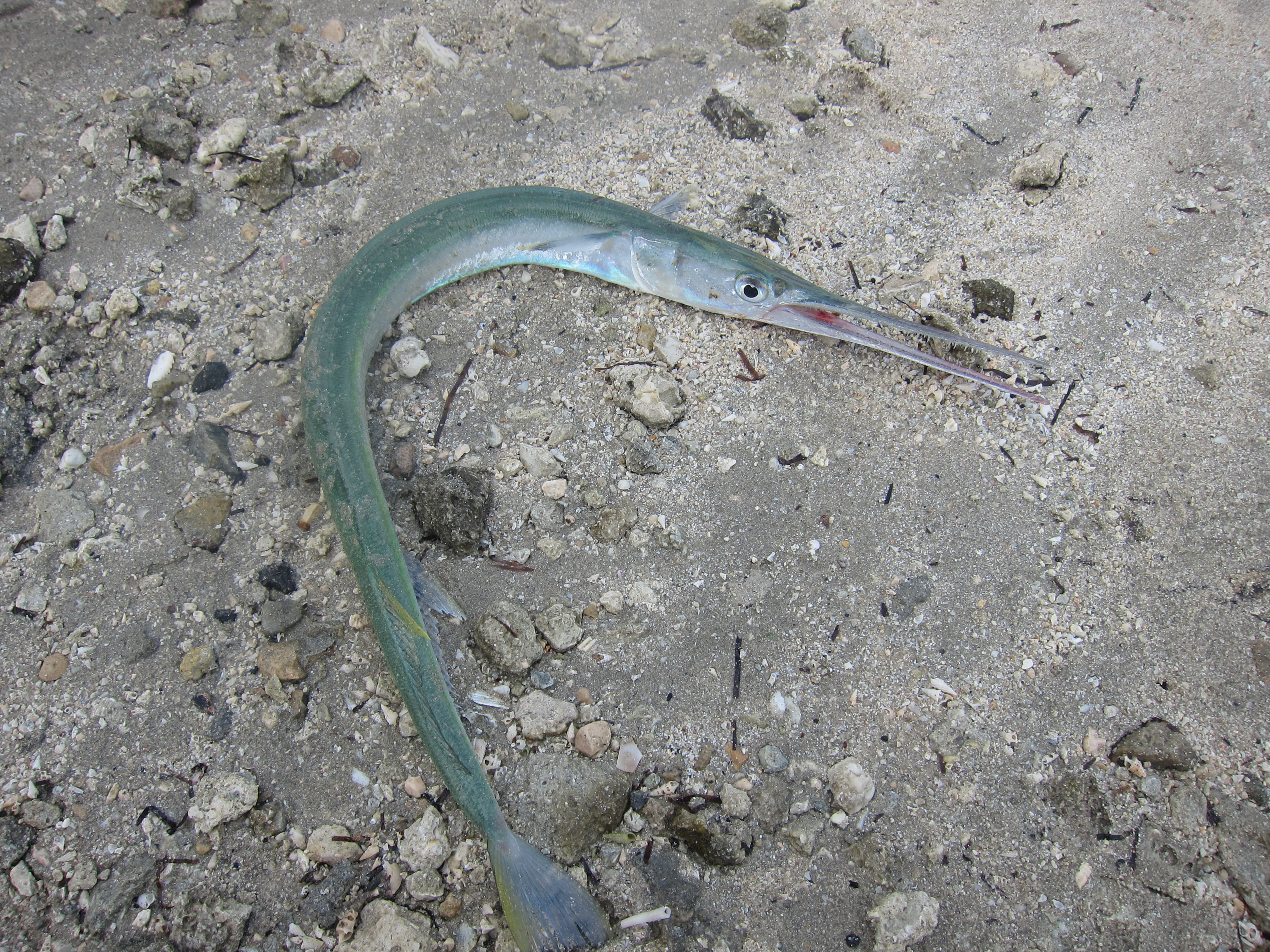
Rhynchorhamphus georgii